# Paramesacanthion klugei
Paramesacanthion klugei är en rundmaskart som först beskrevs av Nikolai Nikolaievich Filipjev 1927.  Paramesacanthion klugei ingår i släktet Paramesacanthion och familjen Enoplidae. Inga underarter finns listade i Catalogue of Life.